# 桑托斯·阿夫里尔·卡斯特略
桑托斯·阿夫里尔·卡斯特略（西班牙語：Santos Abril y Castelló；1935年9月21日—）是西班牙籍天主教執事級樞機及聖母大殿榮休總鐸。

## 生平
阿夫里爾·卡斯特略於1935年9月21日在西班牙阿拉貢自治區特魯埃爾省的市鎮阿爾凡夫拉出生，1960年3月19日，在特魯埃爾暨阿爾瓦拉辛教區晉鐸。
1961年，他到羅馬宗座聖多默大學學習，在那裡獲得社會科學博士學位。以及在宗座額我略大學，獲得教會法博士學位。並曾入讀在羅馬宗座傳教士學院。他曾在聖座駐巴基斯坦大使館、土耳其大使館和聖座國務院對外事務處工作。
他於1985年6月16日晉牧，並獲教宗若望保祿二世任命為聖座駐波利維亞大使，領銜阿列濟拉教區主教。1989年改任為聖座駐喀麥隆、加蓬及赤道畿內亞大使。1996年至2011年，分別調任或兼任聖座駐南斯拉夫、阿根廷、斯洛文尼亞、波斯尼亞和黑塞哥維那和馬其頓大使。
2011年，回到聖座短時間出任宗座財務院副院長，直至2012年。2011年11月21日由於方濟各·伯納德·勞樞機榮休，因此卡斯特略接替擔任羅馬聖母大殿總鐸。教宗本篤十六世於2012年2月18日將他擢升為執事級樞機，領聖彭謙堂區執事銜。2012年4月21日，他被任命為聖座封聖部、主教部和萬民福音部的成員。
他曾參與2005年和2013年教宗選舉秘密會議，當時分別選出的是教宗本篤十六世和教宗方濟各。2016年榮休，卸任聖母大殿總鐸，並由原任聖座平信徒委員會主席斯坦尼斯瓦夫·里爾科樞機接替。

## 牧徽

桑托斯·阿夫里尔·卡斯特略枢机牧徽